# Rosenda Monteros
Rosa Méndez Leza (Veracruz, 31 de agosto de 1935-Ciudad de México, 29 de diciembre de 2018), conocida como Rosenda Monteros, fue una actriz mexicana. Entre sus trabajos más destacados se encuentra su participación en las películas; Nazarín (1958), El diario de mi madre (1958), El esqueleto de la señora Morales (1960), She (1965), The Magnificent Seven (1960), y Rapiña (1975).

## Biografía y carrera
Realizó una extensa carrera artística, en sus más de sesenta años de dedicación al cine, al teatro y a la televisión. Se inició en el cine mexicano en la película Llévame en tus brazos en 1953, luego trabajó en el teatro y la televisión. Se casó con el director Julio Bracho en 1955, pero se divorciaron en 1957. Además de actriz, era bailarina. Su nombre está escrito con letras de oro en la historia del cine, la televisión y el teatro mexicano.[cita requerida]
En el ámbito teatral, perteneció a la Compañía Nacional de Teatro de México (2008-2012), y fue reconocida como actriz emérita.[cita requerida]

### Muerte
Falleció el 29 de diciembre de 2018, a los 83 años.

## Premios

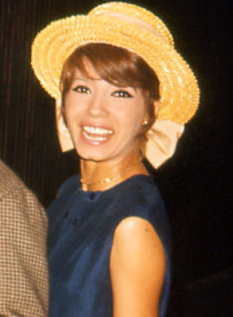
Monteros en 1965.

Le fue otorgado el reconocimiento de la Asociación Mexicana de Críticos de Teatro, por el récord de 263 funciones de teatro, en 1990, y el premio como Mejor Actriz en Teatro Clásico del Siglo de Oro, de la misma asociación, en 2003.

## Filmografía

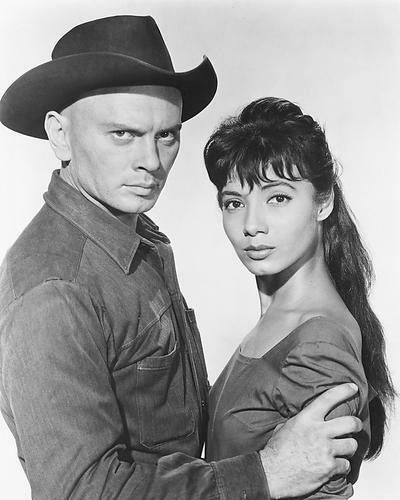
Monteros con Yul Brynner en The Magnificent Seven (1960).

### Cine
- Guns for Hire: The Making of 'The Magnificent Seven' (2000)  .... Ella misma
- La casa de Bernarda Alba (1982), de Gustavo Alatriste .... Martirio
- Winnetou le mescalero (1980) .... Hehaka Win
- Rapiña (1975)
- Los perros de Dios (1973)
- El coleccionista de cadáveres (1970)  .... Valerie
- Flash 23 (1968)  .... Ella misma
- ¡Dame un poco de amooor...! (1968) .... Chin Sao Ling
- The Face of Eve (1968)  .... Conchita
- Un extraño en la casa (1967)
- Pampa salvaje (Savage Pampas) (1966)  .... Rucu
- Ninette y un señor de Murcia (1965)  .... Ninette
- She (1965)  .... Ustane
- The Mighty Jungle (1964)  .... Orica
- Les indiens (1964) .... Wany
- Tiara Tahiti (1962)  .... Belle Annie
- Los cuervos (1961)  ... Laura
- The Magnificent Seven (1960)  .... Petra
- El esqueleto de la señora Morales (1960)
- La ciudad sagrada (1959)
- Nazarín (1958)  .... Prieta
- Sábado negro (1958)
- Villa! (1958)  .... Mariana Villa, hermana de Pancho
- El diario de mi madre (1957)  .... Enedina
- Feliz año, amor mío (1957)
- A Woman's Devotion (1956)  .... María
- María la Voz (1954)  .... Isabel
- The White Orchid (1954)  .... Lupita
- Llévame en tus brazos (1953)  .... Marta, hermana de Rita

### Televisión
- Lo que callamos las mujeres (2005) ... Episodio «La Jefa»
- El amor no es como lo pintan (2000) .... María Elena Ramírez
- Cuando los hijos se van (1983) .... Tía Elvira
- La madre (1980) .... Sashenka
- Vamos juntos (1979) .... Otilia
- Santa (1978) .... Lázara
- Los miserables (1973) .... Sor Simplicia
- Mi primer amor (1973) ... Juana
- Lucía Sombra (1971) .... Matilde Guerrero
- La sonrisa del diablo (1970) .... Leonor
- El espejismo brillaba (1966)
- Cuidado con el ángel (1959)